# Otep

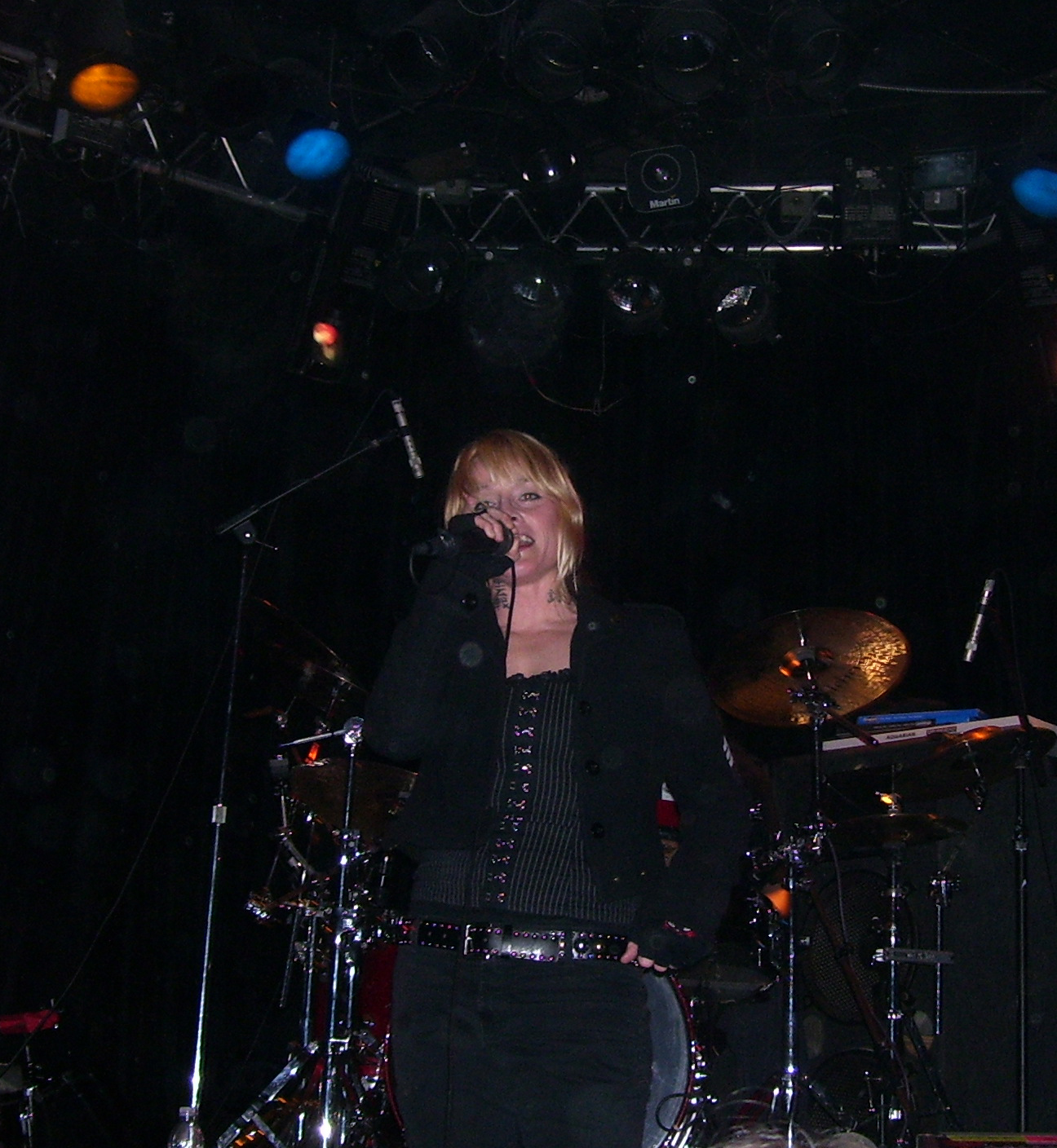
Otep Shamaya

Otep (OT3P) is een nu-metalband uit Los Angeles opgericht in 2000. In een persbericht verkondigde de band dat hun meest recente album 'Hydra' dat begin 2013 verscheen, hun allerlaatste plaat is.     

## Geschiedenis
Otep werd opgericht in de herfst van 2000 door zangeres Otep Shamaya en door bassist "Evil" J. McGuire". Na het spelen van verschillende shows werd de band opgemerkt door Sharon Osbourne tijdens de Ozzfest 2001 tour. Hierna ging het allemaal zeer snel voor de band, ze kregen een platencontract bij Capitol Records. Meteen werd hun eerste ep 'Jihad' uitgebracht. Een jaar later kwam hun debuutalbum uit, genaamd Sevas Tra en in 2004 House of Secrets. Op deze twee albums heeft de band hun sound behouden. Gedurende deze periode hadden ze enkele succes-singles waaronder 'T.R.I.C.', 'Blood Pigs' en 'Warhead'. Laatst genoemde single was een protestlied tegen voormalig Amerikaanse president George H.W. Bush.
Na een periode van jaren toeren kwam in oktober 2007 hun derde album 'The Ascension' uit. Dit album dat gericht was op een grotere doelgroep bevatte de singles 'Ghostflowers', 'Confrontation' en de Nirvana cover 'Breed'.
In 2008 hield de band zich voornamelijk bezig met toeren.
In 2009 kwam hun vierde plaat, 'Smash The Control Machine' op de markt. De sound op dit album ligt in dezelfde lijn als op hun vorige cd. Enig verschil is dat 'Smash The Control Machine' een stuk agressiever klinkt. Inhoudelijk gezien, wordt er op dit album nog dieper ingegaan op thema's als seksisme, oorlog, politiek, etc. In het nummer 'Rise Rebel Resist' uit Otep haar frustraties tegenover Sarah Palin.

## Discografie
- Jihad (ep, 2001)
- Sevas Tra (2002)
- House Of Secrets (2004)
- Wurd Becomes Flesh (ep, 2005)
- The Ascension (2007)
- Smash The Control Machine (2009)
- Atavist (2011)
- Hydra (2013)
- Generation Doom (2016)
- KULT 45 (2018)